# Lepidocephalichthys guntea
Lepidocephalichthys guntea es una especie de peces de la familia Cobitidae en el orden de los Cypriniformes.

## Morfología
• Los machos pueden llegar alcanzar los 15 cm de longitud total.

## Hábitat
Vive en zonas de clima tropical.

## Distribución geográfica
Se encuentra en el Pakistán el norte de la India Bangladés , Nepal, Birmania  y Tailandia, incluyendo la cuenca del río Salween.